# Ermengarda Talijanska
Ermengarda od Italije (Irmingard) bila je talijanska princeza te kraljica Provanse u ranom srednjem vijeku.
Ermengarda je rođena 852./855. kao kći Ludovika II. od Italije (825. – 875.) i njegove supruge Engelberge. Ludovik je bio rimsko-njemački car i kralj Italije.
876. Ermengarda se udala za Bosa, koji je kasnije postao kralj Provanse. 878. Ermengarda i Boso pružili su zaštitu papi Ivanu VIII., koji je bježao od Saracena. U kolovozu 881. Karlo Debeli je napao Vienne te je Ermengarda morala bježati pred njim, u Autun.
Ermengarda i njen muž imali su barem troje djece; jedan od njih bio je sin Luj Slijepi, očev nasljednik kojem je Ermengarda bila regent, zajedno s njegovim stricem Rikardom Burgundskim. Ermengarda je bila velika potpora svom sinu, koji je zavladao kao dječak od sedam godina.
Umrla je 896. godine u Vienneu te je pokopana u katedrali svetog Mauricija.

## Djeca
Ermengarda i Boso bili su roditelji Engelberge Provansalske i Ludovika Slijepog.